# The Day I Became a God
The Day I Became a God (神様になった日, Kami-sama ni natta hi, litt. « Le jour où je suis devenu un dieu »), est un anime créé et écrit par Jun Maeda et produit par Key, P.A.Works et Aniplex.
La série a été diffusée du 11 octobre 2020 au 27 décembre 2020. L'animation de la série est réalisé par le studio P.A.Works.

## Synopsis
L'été bat son plein et le studieux Yōta Narukami révise pour les examens d'entrée à l'université. Alors qu'il s'accorde une pause avec un ami, une curieuse jeune fille, Hina Sato, se présente à lui et prétend être une déesse, plus précisément une « déesse omnisciente » se nommant Odin. Elle affirme que la fin du monde est dans trente jours, ce qui laisse Yōta perplexe. 
Toutefois, la déesse enchaîne des prédictions qui se réalisent et Yōta consent à reconnaître qu'elle possède un pouvoir. Sans endroit où loger, elle décide de s'installer chez lui et de mettre ses facultés à son service jusqu'à la fin annoncée du monde.

## Personnages
Hina (ひな, Hina)
Voix japonaise : Ayane Sakura, voix française : Aaricia Dubois
Yōta Narukami (成神 陽太, Narukami Yōta)
Voix japonaise : Natsuki Hanae, voix française : Maxime Van Stantfoort
Kyōko Izanami (伊座並 杏子, Izanami Kyōko)
Voix japonaise : Yui Ishikawa, voix française : Claire Tefnin
Ashura Kokuhō (国宝 阿修羅, Kokuhō Ashura)
Voix japonaise : Ryōhei Kimura, voix française : Brieuc Lemaire
Sora Narukami (成神 空, Narukami Sora)
Voix japonaise : Yūki Kuwahara, voix française : Sophia Atman
Hiroto Suzuki (鈴木 央人, Suzuki Hiroto)
Voix japonaise : Chiharu Shigematsu, voix française : Pierre Le Bec ; Cécile Florin (jeune)
Hikari Jingūji (神宮司 ひかり, Jingūji Hikari)
Voix japonaise : Haruka Terui (en), voix française : Marie Braam
Kako Tengan (天願 賀子, Tengan Kako)
Voix japonaise : Yū Shimamura (en), voix française : Sophie Pyronnet
PDG
Voix japonaise : Kikuko Inoue, voix française : Cécile Florin
Raito Oguma (尾熊 雷太, Oguma Raito)
Voix japonaise : Kenichirō Matsuda, voix française : Nicolas Matthys
Tokiko Narukami (成神 時子, Narukami Tokiko)
Voix japonaise : Ryōka Yuzuki, voix française : Sophie Pyronnet
La mère de Yōta et Sora.
Daichi Narukami (成神 大地, Narukami Daichi)
Voix japonaise : Tarusuke Shingaki, voix française : Sébastien Hébrant
Le père de Yōta et Sora.

## Production
Le 10 mai 2020, l'anime est officiellement annoncé par Key, P.A.Works et Aniplex lors d'un livestream sur Niconico. La série, créée et écrite par Jun Maeda, est réalisée par le studio P.A.Works, connu pour Angel Beats! et Charlotte. La réalisation est confiée à Yoshiyuki Asai tandis que Na-Ga supervise le character design. La composition est assurée par Maeda et Manyo.
La série est diffusée du 11 octobre 2020 au 27 décembre 2020 sur Tokyo MX, GTV, GYT, BS11, ABC, Mētele, BBT, BSS, NCC, TVK et AT-X. La série comporte un total de 12 épisode qui vont être compilé en 6 Blu-ray et DVD du 23 décembre 2020 au 26 mai 2021 au Japon.
Le générique de début intitulé Kimi to iu shinwa (君という神話, litt. « Ton mythe ») et le générique de fin intitulé Goodbye Seven Seas sont tous les deux interprétés par Nagi Yanagi,.

### Liste des épisodes
| No | Titre français              | Titre japonais | Titre japonais      | Date de 1re diffusion |
| No | Titre français              | Kanji          | Rōmaji              | Date de 1re diffusion |
| -- | --------------------------- | -------------- | ------------------- | --------------------- |
| 1  | L'Avent                     | 降臨の日       | Kōrin no hi         | 11 octobre 2020       |
| 2  | Le jour de la mélodie       | 調べの日       | Shirabe no hi       | 18 octobre 2020       |
| 3  | Le jour où l'ange fut déchu | 天使が堕ちる日 | Tenshi ga ochiru hi | 25 octobre 2020       |
| 4  | Le jour de la tuile         | 闘牌の日       | Tōhai no hi         | 1er novembre 2020     |
| 5  | Le jour du tour de magie    | 大魔法の日     | Dai mahō no hi      | 8 novembre 2020       |
| 6  | Le jour du festival         | 祭の日         | Matsuri no hi       | 15 novembre 2020      |
| 7  | Le jour du tournage         | 映画撮影の日   | Eiga satsuei no hi  | 22 novembre 2020      |
| 8  | Le jour de la mer           | 海を見にいく日 | Umi o mi ni iku hi  | 29 novembre 2020      |
| 9  | Le jour du déicide          | 神殺しの日     | Kami-goroshi no hi  | 6 décembre 2020       |
| 10 | Le jour de l'évanescence    | 過ぎ去る日     | Sugisaru hi         | 13 décembre 2020      |
| 11 | Le jour du jeu              | 遊戯の日       | Yūgi no hi          | 20 décembre 2020      |
| 12 | Le jour de ton choix        | きみが選ぶ日   | Kimi ga erabu hi    | 27 décembre 2020      |